# I. Milán szerb király
Milán Obrenović (szerbül: Милан Обреновић), (1854. augusztus 22., Mărășești – 1901. február 11., Bécs) szerb fejedelem 1868-tól II. Milán néven, király 1882-től 1889-ig I. Milán néven.
Unokatestvérét, Mihályt követte a trónon 1868-ban. Uralkodása első éveiben régenstanács irányította az országot, amely 1869-ben látszólag liberális alkotmányt fogadott el, egyben igyekezett szorosabbra fonni a kapcsolatot Ausztriával. A régenstanács rendkívül népszerűtlenné tette az uralkodót, de miután Milán 1872 augusztusában maga vette kezébe az ország irányítását, még inkább ellene fordult a közhangulat. Ennek fő oka a fejedelem ledér élete volt (hűtlen volt feleségéhez, az orosz Natalja Petrovna Keskóhoz); nem azonosult alattvalói pánszláv érzelmeivel; és nem támogatta a török elnyomás ellen 1875-ben fállazadt bosznia-hercegovinai felkelőket. Csak mikor már forradalom volt várható Szerbiában, üzent hadat a törököknek (1876. június 30.). A szerb csapatok hamarosan vereséget szenvedtek, és az ország helyzetét csak az mentette meg, hogy a orosz–török háborúban Oroszország lett a győztes. Így a berlini szerződés nemcsak növelte Szerbia területét, de egyben elismerte önálló államnak is. Az engedmények eléréséhez azonban a szerbeknek a béketárgyaláson az osztrákokra kellett támaszkodniuk, akik cserébe a szerb vasúthálózat és gazdaság Monarchiához való kapcsolását igényelték.
Több miniszter oroszbarát érzelmeket táplált, ám a fejedelem továbbra is az osztrák vonalat támogatta a miniszterek kinevezésénél, és a szerb gazdaságot tette függővé a Monarchiával kötött vámegyezményekkel. Odáig ment Ausztria irányában, hogy 1881-ben titkos egyezményt kötött, hogy más ország kormányával Ausztria beleegyezése nélkül nem köt semmiféle szerződést. Az osztrákok ismét cserébe támogatásukról biztosították Milánt, aki 1882-ben királlyá koronáztatta magát, Szerbiát pedig Királysággá változtatta. 1883-ban a királynak a radikálisok vezette kelet-szerbiai parasztfelkelést kellett levernie, majd 1885-ben Bolgár Fejedelemségnek üzent hadat. A háborúban súlyos vereséget szenvedett, de – ismét osztrák segítséggel – olyan békét sikerült kötnie, amely a háború előtti állapotokat állította vissza.
A király – aki 1888-ban elvált feleségétől – alattvalói előtt azonban népszerűtlenné vált az osztrák függőség miatt, és hiába próbálta orvosolni egy 1889 januári liberális alkotmánnyal a helyzetet, még az év márciusában le kellett mondania, fia I. Sándor szerb király javára. Milán 1892-ben lemondott szerb állampolgárságáról is, és Párizsban telepedett le Takovo gróf néven.1897-ben visszatért Szerbiába, ahol fia kinevezte a hadsereg főparancsnokává. Több reformot is bevezetett a hadseregben, de továbbra is népszerűtlen maradt. Amikor 1900-ban fia az ő és főminiszterek tanácsa ellenére nősült meg, végleg elhagyta hazáját.
Egy évvel később Bécsben érte a halál 46 éves korában.